# Wahlenbergia neostricta
Wahlenbergia neostricta är en klockväxtart som beskrevs av Thomas G. Lammers. Wahlenbergia neostricta ingår i släktet Wahlenbergia och familjen klockväxter. Inga underarter finns listade i Catalogue of Life.